# Conflicto de COINTEX (1975-1976)
El conflicto de COINTEX de finales de 1975 e inicio de 1976 fue un conjunto de huelgas y protestas obreras que tuvieron lugar en Buñol y que reflejaban tanto problemas puntuales como otros de mayor alcance y duración.

## Antecedentes históricos
Los orígenes de la actividad sindical en Buñol se inician con la larga lucha contra los señoríos durante los siglos XVIII y XIX, que harán que las ideas progresistas arraiguen en la población. La ciudad es un pequeño centro industrial, que se inicia con las industrias papeleras y continúa con el textil y el cemento. La implantación de partidos y sindicatos es importante durante las primeras décadas del XX, desarrollándose movimientos anarquistas, socialistas y de sindicalismo católico. En la crisis de 1917 y nuevamente en 1919, se producen huelgas y enfrentamientos con la guardia civil.
El PSOE se había establecido en Buñol en los 1910s, obteniendo la mayoría en las elecciones municipales de 1919. Cuando en 1921 se produce la escisión de la que se formaría el PCOE, más tarde PCE, Buñol es uno de los principales focos comunistas de la Comunidad Valenciana.
Con la dictadura de Franco, los movimientos sindicales y partidos políticos opositores quedan ilegalizados y sus actividades pasan a la clandestinidad. A finales de los años 50 van creándose núcleos de actividad sindical alrededor del PCE y de sectores progresistas de la Iglesia integrados en la HOAC. En los 70 reaparece la UGT.
En 1974 se producen dos huelgas significativas. En abril hay una en la empresa Daniel García Pastor, dedicada a la fabricación de maquinaria para la industria del papel y el cartón y situada en Buñol. En mayo estalló un importante conflicto en la empresa textil Sáez Merino, de Cheste, esta empresa suele conocerse por la marca Lois. Aunque el Partido Comunista había tenido y volvería a tener una fuerte organización local, en el periodo de 1974 a 1976 no contaba con una gran capacidad de movilización por sí mismo; las movilizaciones que se produjeron en este conflicto tuvieron un origen espontáneo.

## Causas inmediatas del conflicto

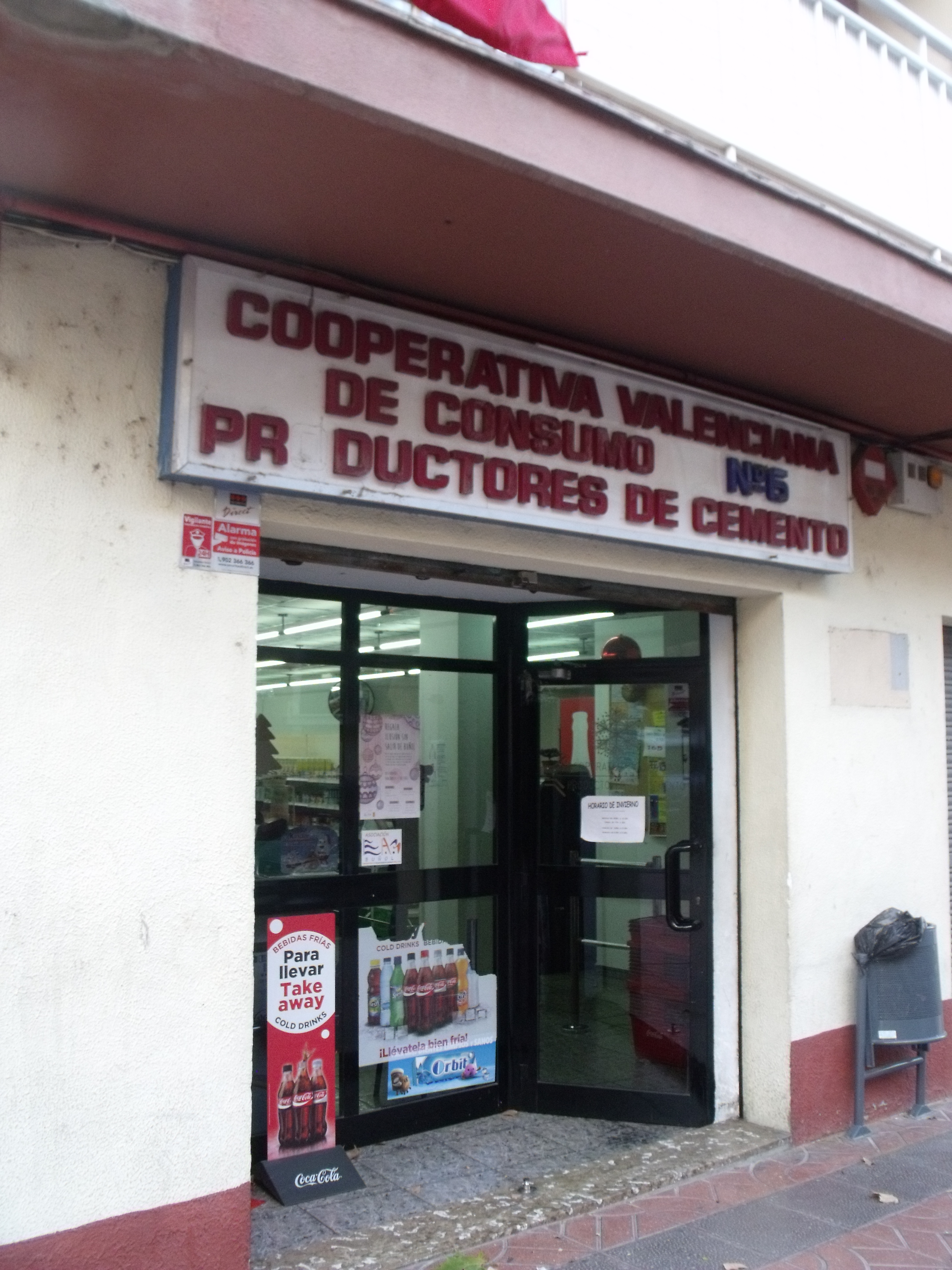
El movimiento obrero asociativo en Buñol goza de larga tradición y gran arraigo.

COINTEX era una fábrica textil que suministraba hilo de algodón para la confección de prendas vaqueras a Lois-Sáez Merino. Uno de sus principales propietarios era el propio Sáez Merino. La plantilla, en 1975-76, era de unos 220 trabajadores aproximadamente, de los que 30 eran hombres y el resto mujeres. Estas solían tener los puestos menos cualificados. El convenio del textil establecía salarios muy bajos y en el caso de COINTEX, la empresa había publicado en julio de 1975 una circular por la que se obligaba al personal a trabajar a destajo, un tipo de remuneración que al no contemplarse en el convenio no era posible que obreros y obreras controlaran eficazmente. Otra cuestión problemática era que la temperatura que se alcanzaba en las naves de trabajo superaba lo establecido en la Reglamentación de Seguridad e Higiene del Trabajo, que era 28 °C, pero que en la práctica llegaba a pasar de 40 °C en verano. También se acusaba a la empresa de ilegalidad por el empleo de mujeres menores de edad en el turno de noche, lo que estaba en contra de la legislación laboral vigente.
El 15 de julio de 1975, treinta y tres operarias abandonan de sus puestos de trabajo de por el asfixiante calor que hay en la nave industrial (40 °C). Las trabajadoras aseguraron que contaban con el permiso de los encargados, pero éstos lo negarían en el juicio. Al día siguiente la mayoría de las operarias se reincorpora tras presentar los justificantes médico que fueron recogidos por el encargado. Sin embargo, el 8 de agosto las trabajadoras recibieron una notificación de la empresa, fechada el 30 de julio, por la que se les comunicaba una sanción de un mes de suspensión de empleo y sueldo, y se les valoraba el abandono del día 15 de julio como falta muy grave.

## Desarrollo del conflicto
Las trabajadoras, al considerar injusta la sanción, demandaron a la empresa ante la Magistratura de Trabajo. El 13 de septiembre se celebró el Acto de Conciliación, sin avenencia: la empresa seguía considerando la falta como muy grave. El 16 de octubre es despedida una de las representantes de las trabajadoras en el Acto de Conciliación. Las empleadas responden al día siguiente con un paro de una hora y trabajando a bajo rendimiento durante esa semana y la anterior al juicio, que tendría lugar el 14 de noviembre de 1975. Debido a esta presión de las obreras, la trabajadora despedida es readmitida.
El fallo del juicio del 14 de noviembre es contrario a las trabajadoras que se ausentaron del trabajo el 15 de julio. El 17 de noviembre la empresa despide a otra obrera por participar en el paro del 17 de octubre, aunque nuevamente la presión de sus compañeras consigue que sea readmitida a los treinta días.
El 20 de diciembre fue readmitida la última trabajadora despedida, pero ese mismo día es enviada a casa junto a seis compañeras, para cumplir la sentencia por el juicio del 14 de noviembre.El 30 de diciembre COINTEX presenta expediente de despido a una enlace sindical y un jurado de empresa. La legislación exigía un periodo de 30 días de antelación, pero en este caso solamente se hace con ocho días, de forma que estuvieran despedidas para la fecha del juicio, el 7 de enero de 1976.
Las obreras, con ayuda del Instituto Social Obrero -una asociación iniciada por el arzobispo Marcelino Olaechea en 1948- y la Asociación de Cabezas de Familia —que habían formado inicialmente miembros del ilegal sindicato USO, pero en la que más tarde se encontraría a gente de todas las tedencias— junto con algunos vecinos, recogieron firmas por toda la población reclamando la readmisión de las dos sindicalistas, recogiendo 1500 firmas que llearon a la CNS local, a la CNS provincial y al Ayuntamiento de Buñol.

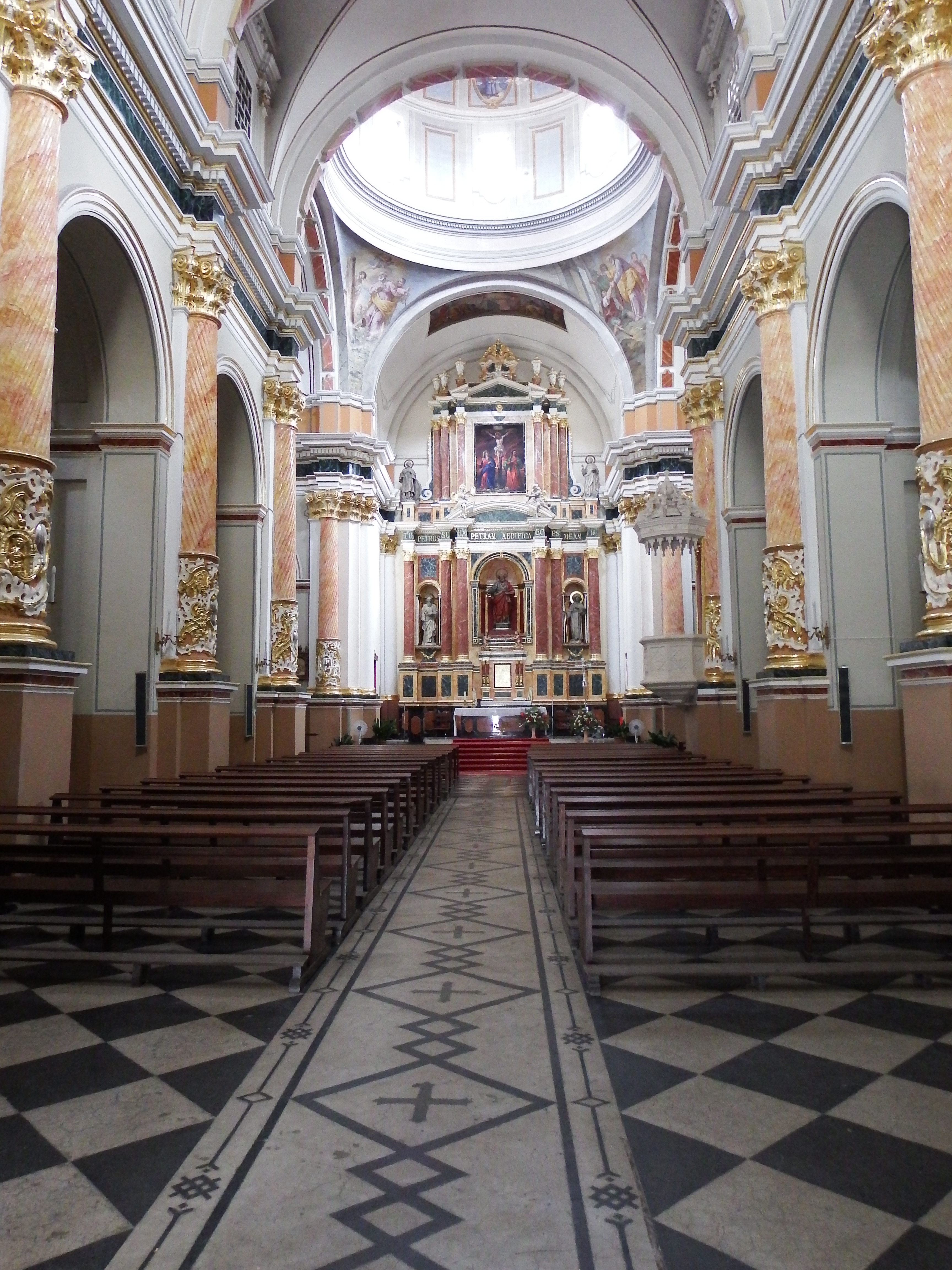
Interior de la iglesia de San Pedro Apóstol, en el centro de Buñol, que albergó las asambleas de los trabajadores.

El 3 de enero se decide en asamblea la realización de unos paros de una hora por turno, repetidos el día 5, en solidaridad con las dos despedidas. También se pide una reunión de todos los enlaces de Buñol en la sede de la CNS local, pero deniega el permiso y alrededor de las 20 horas una comisión compuesta por miembros del ISO, la Asociación de Cabezas de Familia y trabajadores de COINTEX presentan en el Ayuntamiento las firmas recogidas. Los trabajadores y vecinos se reúnen en asamblea en la iglesia parroquial de San Pedro Apóstol de Buñol, que era el único local con aforo para ello, elaborando una lista de reivindicaciones consistente en la anulación de expedientes y sanciones, la readmisión de las sindicalistas y la garantía de que no habría represalias. Se acordó así mismo no abandonar la iglesia hasta que se garantizara la resolución de los problemas existentes. El alcalde, Enrique Silla Criado, se presenta en el encierro el día siguiente, 6 de enero de 1976, prometiendo encontrar una solución, y poniendo en ello su cargo. Ante estas promesas este primer encierro se disuelve de forma pacífica.
El día 7 de enero se celebra el juicio por el expediente de despido de las representantes sindicales. Unas setecientas personas aguardan en la plaza del pueblo información sobre el desarrollo del mismo. Se regresa a la iglesia —las autoridades religiosas no se oponían a su uso— a para realizar una asamblea informativa. Los trabajadores de COINTEX deciden encerrarse hasta que se les garantice la readmisión, y son apoyados por los vecinos del pueblo.
En palabras del entonces párroco de San Pedro Apóstol, J.M. Monzó "Este segundo encierro se produjo a los pocos días, telefoneé al obispo para informarle de la situación y éste lo autorizó. El equipo sacerdotal pensó que uno de nosotros estuviera dentro para evitar que desde fuera se inventaran calumnias sobre lo que ocurría dentro... yo me quedé fuera sirviendo de enlace... La conducta de los trabajadores en la iglesia fue siempre correcta. Las puertas permanecían cerradas, y solamente se abrían para las dos misas; entonces ellos se metían en la capilla de la comunión y tenían orden de no responder a las provocaciones, que las hubo, sobre todo de la policía secreta.”
El delegado local de sindicatos acudió a la iglesia el 8 de enero de 1976, para negociar una reunión de los jurados con la empresa, que tuvo lugar en los locales de la CNS de Valencia. Los encerrados pusieron como condición que se negociar todo lo ocurrido desde el 15 de julio de 1975 hasta enero de 1976.
El 9 de enero se produce la carga de la Policía Armada contra los vecinos de Buñol quienes en gran número se concentraron en las puertas de la iglesia para evitar el desalojo de los encerrados. Dice J. M. Monzó: ”Ese mismo día del desalojo tuvimos la suerte de que viniera el vicario episcopal, vio cómo se desarrollaban los hechos, y apoyó nuestra posición... A las tres de la tarde me llamó por teléfono el comisario de policía de Valencia, amenazándonos. Llegó a decirme que saldrían aunque tuviera que derramarse la sangre. Planteé la cuestión a la asamblea y acordaron mantenerse en su posición. A las ocho de la tarde cerré la iglesia y me quedé en la puerta. Sabíamos que la policía iba a venir... llegó a las diez, tocaron las campanas y en muy poco tiempo acudió mucha gente gritando fueras a los grises. Estos estaban formados y avanzaban hacia la iglesia. El que mandaba las tropas me entregó una orden de desalojo del Ministerio del Interior, en ese momento la policía empezó a cargar contra la gente, alcanzándome también a mí [el propio párroco]. Me di cuenta de que tenían que salir, no había más remedio que abrir la iglesia. Se produjo el desalojo, y una vez estuvieron fuera los trabajadores, volvieron a cargar…”
La acción policial provocó la dimisión del delegado local de la CNS y de la corporación municipal. También dimitió el propio alcalde. Hay que tener presente que dicha corporación no había sido elegida democráticamente; faltaban más de tres años para las primeras elecciones municipales democráticas tras el franquismo. Además, todos los jurados y enlaces sindicales de la localidad presentaron la dimisión como protesta y en solidaridad. El 10 de enero se convocó una manifestación (en la que participaron entre 2000 y 6000 personas, según las diferentes fuentes). Desde ese momento, la empresa comenzó a mostrarse más conciliadora. El 11 de enero, COINTEX telegrafió a las trabajadoras para que se reincorporasen a sus puestos de trabajo, pero estas, en asamblea, decidieron que no regresarían mientras no se les atendieran sus reivindicaciones. El 14 de enero, llegó a Buñol un abogado de la CNS de Valencia, solicitando reunirse solamente con los cargos sindicales, pero se le respondió que la reunión solamente se haría en asamblea, como finalmente se hizo, participando trabajadores y vecinos, y sin llegarse a ningún acuerdo. Como única conclusión, se decide enviar un escrito a la dirección de la empresa planteando las condiciones para la vuelta al trabajo.
El 15 de enero se produjo el fallo favorable del juicio contra los dos cargos sindicales. Además se había conseguido la anulación de los expedientes y sanciones. Por todo ello se decide en asamblea volver al trabajo. Dos días después las obreras de COINTEX S.A. informaron públicamente de la conclusión del conflicto y del recurso interpuesto ante Supremo por la empresa contra el fallo del juicio.